# Ein Mädchen geht an Land
Ein Mädchen geht an Land ist ein deutscher Spielfilm in Gestalt eines Frauenromans aus dem Jahre 1938. Unter der Regie von Werner Hochbaum spielt Elisabeth Flickenschildt die Titelrolle, an ihrer Seite übernahm Herbert A. E. Böhme die männliche Hauptrolle. Die spätere Volksschauspielerin Heidi Kabel gab hier an der Seite ihres Gatten Hans Mahler von der Niederdeutschen Bühne, dem späteren Ohnsorg-Theater, ihren Einstand vor einer Filmkamera. Dem Film liegt der 1935 erschienene, gleichnamige Roman von Eva Leidmann zugrunde.

## Handlung
Erna Quandt ist die Tochter eines Hamburger Küstenschiffers. Schon viele Jahre lang fährt sie mit ihrem Vater und Bruder Otto auf dem kleinen Frachtewer „Katharina Quandt“, dem Namen ihrer früh verstorbenen Mutter, auf hohe See. Da ihr Bruder Otto seine junge Verlobte Inge heiraten will und zwei Frauen an Bord nach altem Seemannsaberglauben Unglück bringen soll, geht Erna, dem Filmtitel entsprechend, nunmehr vorübergehend an Land. Fortan wird Inge Ernas Vater und Bruder auf den Segeltörns begleiten. Derweil wartet Erna daheim auf ihren Verlobten Hein Groterjahn, der ebenfalls ein „Seebär“ ist. Beide wollen heiraten, und Erna beabsichtigt, fortan an seiner Seite auf hohe See zu fahren. Doch das Meer hat ihn verschluckt, denn in der vorhergehenden Nacht tobte dort ein heftiger Sturm. Nunmehr vollkommen auf sich gestellt, droht für Erna eine Welt zusammenzubrechen.
Von tiefer Trauer gezeichnet, findet Erna zunächst Unterschlupf bei ihrem Onkel Käpt‘n Lüders und seiner Frau, Tante Mariechen. Doch Erna ist Selbständigkeit gewohnt und möchte sich auch nicht allzu sehr von ihren nahen Verwandten aushalten lassen. Und so nimmt sie eines Tages eine Stellung bei Frau Stürmer an, der vornehmen Gattin eines im Hamburger Nobelvorort Blankenese residierenden wohlhabenden Reeders. Mit hohen moralischen Werten gesegnet, missfällt es Erna sehr, dass sich ihre Chefin mit dem geschniegelten Rechtsanwalt Dr. Ried über Gebühr einlässt, während ihr ahnungsloser Gatte seiner zeitraubenden Arbeit im Büro nachgeht. Die pragmatische Erna nimmt sich Dr. Ried verbal zur Brust und bringt schließlich das auseinanderdriftende Ehepaar Stürmer wieder zusammen.
In eigener Herzensangelegenheit zeigt Erna Quandt weit weniger Fortüne. Sie lernt einen jungen Mann namens Jonny Hasenbein kennen, der vorgibt als Fotograf zu arbeiten, und entwickelt peu à peu Gefühle für ihn. Doch Hasenbein ist ein ausgesprochener Hallodri und erweist sich als Heiratsschwindler. Immerhin unterlässt Jonny es, Erna um ihre wenigen Ersparnisse zu bringen, als er erkennt, welch reinen Herzens Erna ist. Dennoch verhaftet ihn die Polizei, wegen eines anderen Falls. Von dieser bitteren Erfahrung erneut gebeutelt, gibt die tapfere Kämpferin Erna jedoch nicht auf. Eines Tages hat sie endlich auch einmal Glück: Erna begegnet einem früheren Freund, dem verwitweten Friedrich Semmler, wieder. Dieser hat drei Kinder, die kurzerhand Erna ins Haus holen, auf dass sie eine neue Mutter bekommen und ihr Vater endlich wieder eine neue Frau findet.

## Produktionsnotizen
Ein Mädchen geht an Land entstand ab dem 20. Mai 1938 und wurde am 16. September 1938 der Zensur vorgelegt. Drehorte waren Hamburg (Außenaufnahmen) und Babelsberg (Ateliers in der UFA-Stadt). Die Uraufführung erfolgte am 30. September 1938 in zwei Hamburger Lichtspielhäusern. Berliner Premiere war am 13. Oktober 1938, ebenfalls in zwei Kinos. Erstmals im deutschen Fernsehen wurde der Streifen am 5. Mai 1986 im DFF 1 ausgestrahlt.
Der Film kostete nur etwa 632.000 RM und fand nach einer privaten Vorführung auf dem Obersalzberg bei Adolf Hitler großen Anklang.
Produzent Erich von Neusser übernahm auch die Produktionsleitung, Herbert Junghanns war Aufnahmeleiter. Die Filmbauten schufen Willy Schiller und Carl Haacker, für den Ton sorgte Bruno Suckau. Igor Oberberg assistierte Chefkameramann Werner Krien.
Einziger Musiktitel war: „Ich steh‘ mit Dir am Tor der Welt“. Komponist Theo Mackeben übernahm auch die musikalische Leitung.
Schriftstellerin und Drehbuchautorin Eva Leidmann lieferte zu Ein Mädchen geht an Land ihr letztes Drehbuch, sie starb bereits ein Vierteljahr vor Drehbeginn. Die Kalender- und Sinnsprüche wurden dem literarischen Erbe Gorch Fock entnommen.

## Rezeption
Das Lexikon des Internationalen Films sah in dem Film ein „Psychologisch durchdachtes, aber gefühlsträchtig inszeniertes Frauenschicksal im Alltagsmilieu des Hamburger Hafens, das vor allem von der Ausstrahlung der gegen ihren Typ besetzten Hauptdarstellerin lebt.“
Ulrich Kurowski schrieb in CineGraph: „In EIN MÄDCHEN GEHT AN LAND … läßt Hochbaum seine Menschen fast gewalttätig in abgeschotteten, toten Idyllen landen, in die die Gegenwart keinen Zugang mehr finden kann“.